# Тедингхаузен
Тедингхаузен (нем. Thedinghausen) — община в Германии, в земле Нижняя Саксония.
Входит в состав района Ферден. Подчиняется управлению Тедингхаузен. Население составляет 7478 человек (на 31 декабря 2010 года). Занимает площадь 65,77 км².
Коммуна подразделяется на 10 сельских округов.